# Johann Georg Brenner
Johann Georg Brenner (* 16. September 1820 in Ossenheim (Kreis Friedberg); † 10. August 1890 in Hanau) war ein deutscher Mühlenbesitzer und Abgeordneter des Kurhessischen Kommunallandtages.

## Leben
Johann Georg Brenner wurde als Sohn des Mühlenbesitzers Nikolaus Brenner und dessen Gemahlin Elisabeth Brenner geboren. Nach seiner Schulausbildung erlernte er den Beruf des Müllers, verließ seinen Heimatort und ging nach Hanau, wo er im November 1849 als Bürger aufgenommen wurde. Im Jahr darauf heiratete er Marie Elisabeth Stoll (1826–1868) und kam dadurch in den Besitz einer Mühle. Brenner betätigte sich politisch und war der Gründer des Landwirtschaftlichen Kreisvereins Hanau. 1874 kam er als Vertreter der höchstbesteuerten Grundbesitzer im Kreis Hanau in den Kurhessischen Kommunallandtag des preußischen Regierungsbezirks Kassel. Er blieb bis zu seiner Mandatsniederlegung im Jahre 1883 in diesem Amt.